# Welcome (Carolina do Norte)
Welcome é uma Região censo-designada localizada no estado norte-americano de Carolina do Norte, no Condado de Davidson.

## Demografia
Segundo o censo norte-americano de 2000, a sua população era de 3538 habitantes.

## Geografia
De acordo com o United States Census Bureau tem uma área de
24,2 km², dos quais 24,2 km² cobertos por terra e 0,0 km² cobertos por água. Welcome localiza-se a aproximadamente 261 m acima do nível do mar.

## Localidades na vizinhança
O diagrama seguinte representa as localidades num raio de 24 km ao redor de Welcome.